# سازمان بین‌المللی مؤسسات حسابرسی عالی
سازمان بین‌المللی موسسات عالی حسابرسی (اینتوسای) (به انگلیسی: International Organization of Supreme Audit Institutions) یک سازمان بین‌دولتی، خودگردان، مستقل، و غیرسیاسی برای موسسات حسابرسی دولتی سراسر جهان است؛ و هم‌کاری مشورتی تنگاتنگی نیز با شورای اقتصادی و اجتماعی سازمان ملل متحد (ECOSOC، اکوسوک) دارد. اعضای اینتوسای را دیوان محاسبات کشورهای جهان (سازمان‌های عالی حسابرسی دولتی) تشکیل می‌دهند.

## تاریخچه
در سال ۱۹۵۳، ایمیلیو فرناندز کمپس، رئیس پیشین دیوان محاسبات کوبا، برای نخستین بار ایده راه‌اندازی اینتوسای را مطرح کرد. در آن سال، نمایندگان دیوان محاسبات ۳۴ کشور جهان در نخستین کنگره تاریخ این سازمان در هاوانا، کوبا گرد هم آمده بودند. هم‌اکنون، پس از گذشت ۶۰ سال، این سازمان دارای ۱۹۱ عضو پیوسته و ۴ عضو وابسته است.
اینتوسای طی شش دهه گذشته چارچوبی نهادینه‌شده را برای موسسات حسابرسی عالی کشورهای جهان فراهم کرده‌است؛ و از این راه، نقشی تأثیرگذار در ایجاد و انتقال دانش، بهبود حسابرسی دولتی جهان، و تقویت ظرفیت‌های حرفه‌ای آن داشته‌است. این سازمان بین‌المللی در راستای تحقق شعار خود: «تجربه مشترک، منافعی برای همه» تبادل دانش و تجربه را بین اعضایش سامان‌دهی می‌کند؛ تا از این راه، پیشرفت مستمر حسابرسی دولتی در جهان تضمین شود.

## ارکان اینتوسای
ارکان اصلی اینتوسای عبارتند از:
- کنگره،
- هیئت راهبری،
- دبیرخانه عمومی، و
- گروه‌های کاری منطقه‌ای.

### گروه‌های کاری منطقه‌ای اینتوسای
در نمایه زیر گروه‌های کاری منطقه‌ای اینتوسای به‌طور چکیده معرفی شده‌اند:
| سرواژه نام انگلیسی | نام انگلیسی                                                             | نام پارسی                                | سال راه‌اندازی |
| ------------------ | ----------------------------------------------------------------------- | ---------------------------------------- | ------------- |
| OLACEFS            | Organization of Latin American and Caribbean Supreme Audit Institutions | سازمان موسسات حسابرسی عالی آمریکای لاتین | ۱۹۶۵          |
| AFROSAI            | African Organization of Supreme Audit Institutions                      | سازمان آفریقایی موسسات حسابرسی عالی      | ۱۹۷۶          |
| ARABOSAI           | Arab Organization of Supreme Audit Institutions                         | سازمان عربی موسسات حسابرسی عالی          | ۱۹۷۶          |
| ASOSAI             | Asian Organization of Supreme Audit Institutions                        | سازمان آسیایی موسسات حسابرسی عالی        | ۱۹۷۸          |
| PASAI              | Pacific Association of Supreme Audit Institutions                       | سازمان اقیانوسیه‌ای موسسات حسابرسی عالی   | ۱۹۸۷          |
| CAROSAI            | Caribbean Organization of Supreme Audit Institutions                    | سازمان کارائیبی موسسات حسابرسی عالی      | ۱۹۸۸          |
| EUROSAI            | European Organization of Supreme Audit Institutions                     | سازمان اروپایی موسسات حسابرسی عالی       | ۱۹۹۰          |

## استانداردهای بین‌المللی
استانداردهای بین‌المللی موسسات حسابرسی عالی (ISSAIs) (به انگلیسی: International Standards of Supreme Audit Institutions) عنوان استانداردهایی است که از سوی اینتوسای به عنوان معیارهایی برای انجام حسابرسی مستقل توسط موسسات حسابرسی دولتی وضع می‌شوند.